# (66458) Romaplanetario
(66458) Romaplanetario es un asteroide que cruza la órbita de Marte orbitando alrededor del Sol una vez cada 4,21 años. Está nombrado en honor al Planetario de Roma, inaugurado tras una gran remodelación en 2004.
Fue descubierto el 22 de agosto de 1999 por Gianluca Masi desde el Observatorio Astronómico Bellatrix, en Ceccano, Italia.